# Vidas Ginevičius
Vidas Ginevičius, (nacido el 11 de mayo de 1978 en Kaunas, Lituania) es un jugador de baloncesto lituano. Con 1.94 de estatura, su puesto natural en la cancha es el de base. 

## Trayectoria
- Statyba Jonava (1997-99)
- Statyba Žalgiris Jonava (1999-00)
- Zalgiris Kaunas (2000-01)
- Neptūnas Kalipėda (2001)
- Zalgiris Kaunas (2001-03)
- Alita Alytus (2003-04)
- Zalgiris Kaunas (2004-07)
- Spartak Primorje (2007-09)
- Lietuvos Rytas (2009-10)
- Olin Edirne (2010-11)
- Nevėžis (2011-2012)
- Lietkabelis (2012-)